# Martin Meißner (Jurist)

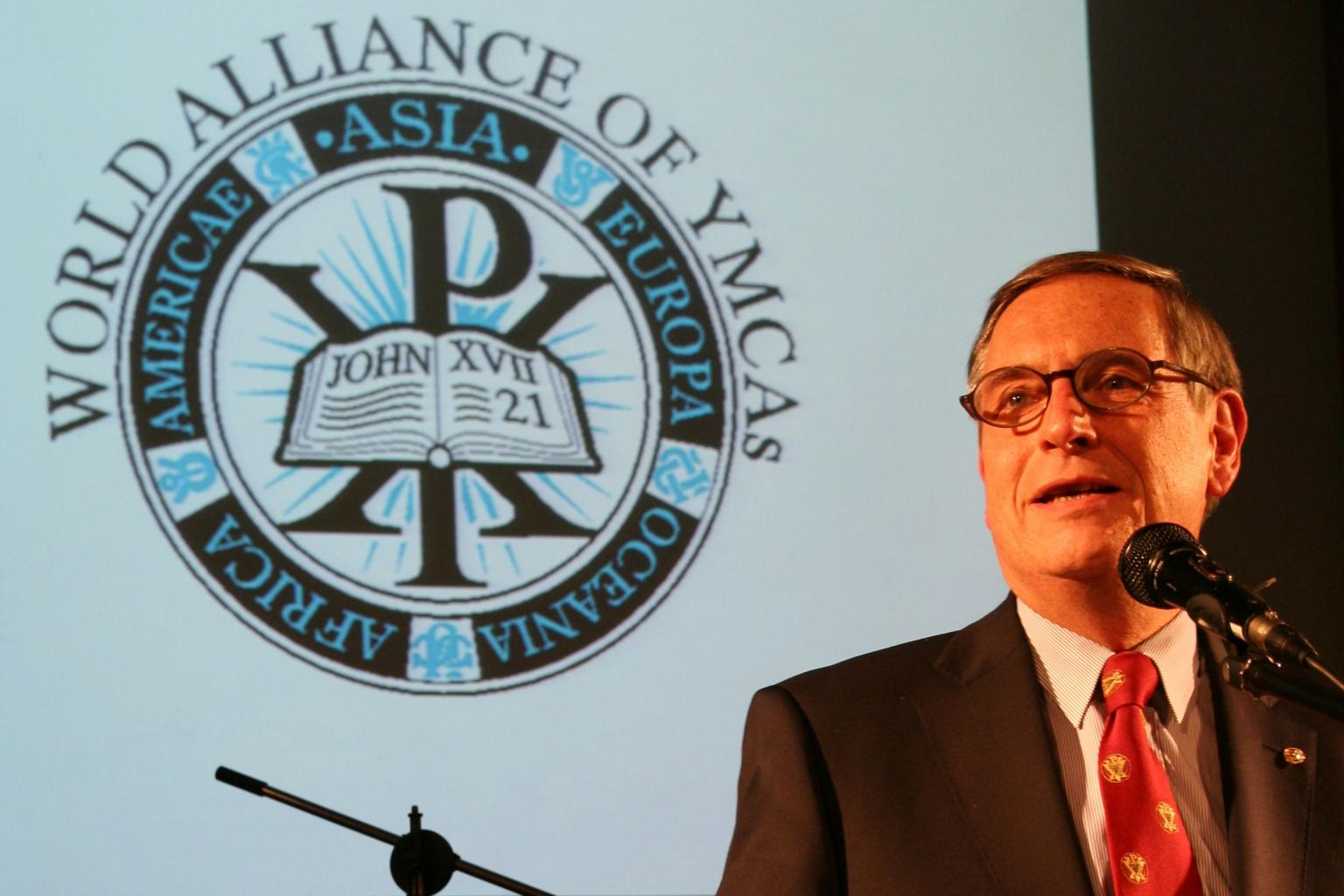
Martin Meißner 2009

Martin Meißner (* 1953) wurde 2006 auf der Weltratstagung aller CVJM in Durban, Südafrika, zum Nachfolger von Caesar Molebatsi gewählt und war bis 2010 Präsident des CVJM-Weltbundes.
Meißner ist Rechtsanwalt und Notar und lebt in Frankfurt.

## Auszeichnungen
- 2004: Bundesverdienstkreuz am Bande[2]